# Menorca Informació i Comunicació
Menorca Informació i Comunicació és una societat mercantil de responsabilitat limitada responsable de la gestió directa del servei públic de televisió digital local de Menorca. En aquest sentit, suposa la base de creació de la futura televisió digital pública de Menorca.
La constitució d'aquesta societat fou aprovada inicialment pel Consell Insular de Menorca el 27 de novembre de 2006, el qual subscriguí íntegrament el capital social de la societat.
El consell d'administració està format per set membres, segons la distribució del partits polítics al Consell Insular de Menorca. Així, tres membres són del PSIB, tres del Partit Popular i un de PSM-Entesa Nacionalista.

## Freqüències
Freqüència digital
- Canal 53 UHF: Menorca.